# 17 Dywizja Piechoty (LWP)
17 Dywizja Piechoty (17 DP) – związek taktyczny piechoty ludowego Wojska Polskiego.

## Historia dywizji
Dywizja została sformowana w sierpniu 1945 na bazie 2 zapasowego pułku piechoty według etatów pokojowych o stanie osobowym 6200 żołnierzy. Całością sił stacjonowała w garnizonie Kraków. Weszła w skład Krakowskiego Okręgu Wojskowego. W 1946 dywizja została rozformowana. W okresie od 31 lipca 1945 do lutego 1946 dywizją dowodził pułkownik Aleksander Sadowski.

## Skład organizacyjny
| Nazwa jednostki                                  | Numer poczty polowej |
| ------------------------------------------------ | -------------------- |
| Dowództwo 17 Dywizji Piechoty                    | 83520                |
| 52 pułk piechoty                                 | 57032                |
| 56 pułk piechoty                                 | 83855                |
| 61 pułk piechoty                                 | 83754                |
| 42 pułk artylerii                                | 56861                |
| 14 samodzielny batalion łączności                | 56901                |
| 49 samodzielny batalion saperów                  | 57003                |
| 22 samodzielny dywizjon artylerii zmotoryzowanej | 56864                |
| Oddział Informacji 17 Dywizji Piechoty           | 84005                |